# I Am the Club Rocker
"I Am the Club Rocker" – drugi album rumuńskiej piosenkarki popowej Inny, wydany 19 września 2011 roku, dzięki wytwórniom Roton Records, Universal Music Group i Ultra Records.
Album zadebiutował na szczytowych listach przebojów. Pierwszym singlem jest "Sun Is Up", który zajął pierwsze miejsce w Bułgarii, drugie w Rumunii i Francji, a trzecie w Rosji. Znalazł się także w czołowej dwudziestce w UK Singles Chart. Drugi singiel "Club Rocker" zadebiutował na 42 pozycji w Rumunii i 32 we Francji. Osiągnął 16 pozycję w Romanian Top 100. W celu promowania albumu Inna rozpoczęła trasę koncertową INNA en Concert. Odbyła się ona w Europie, Francji, Hiszpanii, Niemczech, Turcji i Rumunii. Zgromadziła też największą publiczność w kraju od 2003 roku.
Nagrania w Polsce uzyskało status złotej płyty.

## Lista utworów zawartych na albumie
1. "Un Momento" (feat. Juan Magan) - 3:24
2. "Club Rocker" (feat. Flo Rida) - 3:34
3. "House Is Going On" - 3:16
4. "Endless" - 3:14
5. "Sun Is Up" - 3:44
6. "Wow" - 3:09
7. "Señorita" - 3:17
8. "We're Going in the Club" - 3:14
9. "July" - 3:55
10. "No Limit" - 3:26
11. "Put Your Hands Up" - 3:31
12. "Moon Girl" - 3:33
13. "Club Rocker" (Play & Win remix) - 4:09
14. bonus: "10 Minutes" - 3:20

## Pozycje na listach przebojów
| Lista (2011-12)      | Najwyższa pozycja |
| -------------------- | ----------------- |
| Belgium Albums Chart | 15                |
| Czech Albums Chart   | 12                |
| French Albums Chart  | 23                |
| Mexican Albums Chart | 8                 |

## Historia wydania
| Państwo           | Data                 | Format               | Wytwórnia                           | Edycja                              | Katalog    |
| ----------------- | -------------------- | -------------------- | ----------------------------------- | ----------------------------------- | ---------- |
| Meksyk            | 26 sierpnia 2011     | CD, digital download | + Mas Label, EMPO Recordings Mexico | standardowa, deluxe                 | 460666847  |
| Holandia          | 16 września 2011     | CD, digital download | Spinnin'                            | standardowa, deluxe                 | 463401037  |
| Włochy            | 19 września 2011     | CD, digital download | Do It Yourself                      | standardowa, deluxe                 | DOIT1102   |
| Rzym              | 19 września 2011     | CD, digital download | Roton                               | standardowa                         | 58666489   |
| Niemcy            | 19 września 2011     | CD, digital download | Roton                               | standardowa                         | B005DZMQ0E |
| Belgia            | 19 września 2011     | CD, digital download | ARS Entertainment                   | standardowa                         | 461775120  |
| Stany Zjednoczone | 27 września 2011     | CD, digital download | Ultra                               | standardowa, deluxe                 | 465760901  |
| Polska            | 30 września 2011     | CD, digital download | Roton                               | standardowa                         | 1044878431 |
| Francja           | 24 października 2011 | CD, digital download | Roton                               | standardowa, deluxe, kolekcjonerska | 471938241  |
| Kanada            | 24 października 2011 | CD, digital download | Ultra                               | standardowa, deluxe, kolekcjonerska |            |